# Histèresi magnètica

Model teòric de magnetització m contra camp magnètic h. Començant per l'origen, la corba ascendent és la corba de magnetització inicial. La corba descendent després de la saturació, juntament amb la corba de retorn inferior, formen el bucle principal. Les intercepcions h_{c} i m_{rs} són la coercivitat i la remanència de saturació.

La histèresi magnètica es produeix quan s'aplica un camp magnètic extern a un ferroimant com el ferro i els dipols atòmics s'alineen amb ell. Fins i tot quan s'elimina el camp, es conservarà part de l'alineació: el material s'ha magnetitzat. Un cop magnetitzat, l'imant romandrà magnetitzat indefinidament. Per desmagnetitzar-lo cal calor o un camp magnètic en sentit contrari. Aquest és l'efecte que proporciona l'element de memòria en una unitat de disc dur.
La relació entre la força de camp H i la magnetització M no és lineal en aquests materials. Si un imant es desmagnetitza (H = M = 0) i es dibuixa la relació entre H i M per augmentar els nivells de força de camp, M segueix la corba de magnetització inicial. Aquesta corba augmenta ràpidament al principi i després s'acosta a una asímptota anomenada saturació magnètica. Si ara el camp magnètic es redueix monòtonament, M segueix una corba diferent. A força de camp zero, la magnetització es compensa des de l'origen per una quantitat anomenada remanència. Si es representa la relació H-M per a totes les intensitats del camp magnètic aplicat, el resultat és un bucle d'histèresi anomenat bucle principal. L'amplada de la secció mitjana al llarg de l'eix H és el doble de la coercivitat del material.
Una mirada més propera a una corba de magnetització generalment revela una sèrie de salts de magnetització petits i aleatoris anomenats salts de Barkhausen. Aquest efecte es deu a defectes cristal·logràfics com les dislocacions cristal·lines.
Els bucles d'histèresi magnètica no són exclusius dels materials amb ordre ferromagnètic. Altres ordenacions magnètiques, com ara l'ordenació del vidre giratori, també presenten aquest fenomen.
Els models empírics més coneguts en histèresi són els models de Preisach i Jiles-Atherton. El model de Stoner-Wohlfarth és un model físic que explica la histèresi en termes de resposta anisotròpica ("eixos fàcils"/"durs" de cada gra cristal·lí). El model Ising pot ajudar a explicar aspectes qualitatius i termodinàmics de la histèresi (com la transició de fase del punt de Curie al comportament paramagnètic), encara que no s'utilitzen per descriure imants reals.